# 원피스 시대극 시리즈
원피스 시대극 시리즈는 텔레비전 애니메이션 원피스의 TVSP 시리즈 작품이다. 현재까지 총 6편이 제작 및 상연되었다.